# Brothers of Metal
A Brothers of Metal 2012-ben alapított svéd power metal együttes Falunból. Első nagylemezük 2017-ben jelent meg. Az együttes három énekesből (egy nő és két férfi), három gitárosból, egy basszistából és egy dobosból áll. Stílusukat az északi viking mitológia ihlette.

## Tagok
- Joakim Lindbäck Eriksson – énekes
- Ylva Eriksson – énekesnő
- Mats Nilsson – énekes és "hörgés"
- Emil Wärmedal – basszusgitáros
- Mikael Fehrm – gitáros
- Pähr Nilsson – gitáros
- Dawid Grahn – gitáros
- Johan Johansson – dobos

## Diszkográfia

### Stúdióalbumok
- Prophecy of Ragnarök (2017)
- Emblas Saga (2020)